# Parafia Trójcy Przenajświętszej w Dzierzgoniu
Parafia Trójcy Przenajświętszej w Dzierzgoniu – rzymskokatolicka parafia erygowana w 1286 roku, należąca do dekanatu Dzierzgoń w diecezji elbląskiej.
Na obszarze parafii leżą miejscowości: Dzierzgoń, Ankamaty, Jeziorno, Kielmy, Kuksy, Litewki, Minięta, Mokajny, Morany, Nowiec, Nowiny, Pachoły, Poliksy, Prakwice, Stanowo, Stanówko, Stara Wieś, Stare Miasto, Tywęzy. Tereny te leżą w gminie Dzierzgoń w powiecie sztumskim w województwie pomorskim.
Kościół parafialny został wybudowany w latach 1310–1320, konsekrowany 25 października 1682. Mieści się przy ulicy Mickiewicza.
Parafia liczy 7200 wiernych.